# Sembakung (ort i Indonesien)
Sembakung är en ort i Indonesien.   Den ligger i provinsen Kalimantan Timur, i den norra delen av landet, 1 600 km nordost om huvudstaden Jakarta. Sembakung ligger 11 meter över havet och antalet invånare är 8 098.
Terrängen runt Sembakung är mycket platt.  Trakten runt Sembakung är nära nog obefolkad, med mindre än två invånare per kvadratkilometer. Det finns inga andra samhällen i närheten. I omgivningarna runt Sembakung växer i huvudsak städsegrön lövskog.